# اوجنیا پوپا
اوجنیا پوپا (به انگلیسی: Eugenia Popa) ژیمناست زادهٔ ۱۰ سپتامبر ۱۹۷۳ میلادی اهل کشور رومانی است.